# Alexander Ipatov
Alexander Ipatov (ukrainisch Олександр Володимирович Іпатов Oleksandr Wolodymyrowytsch Ipatow; * 16. Juli 1993 in Lwiw) ist ein ukrainischer Schachgroßmeister, der im Januar 2009 zum spanischen Schachverband wechselte und ab Februar 2012 für den türkischen Schachverband spielte. Im August 2016 hat er seine Karriere als professioneller Schachspieler beendet.

## Leben
Mit vier Jahren lehrte ihn sein Vater das Schachspiel. Nach vier Jahren Training erlebte er seinen ersten Erfolg im März 2003 als Vize-Meister der ukrainischen U10. Damit qualifizierte er sich für die U10-Weltmeisterschaft in Griechenland, bei der er den elften Platz belegte. Im Jahr 2007 wurde er U14-Vize-Meister der Ukraine und war auf Platz 8 der Jugend-Schach-WM U14 in der Türkei. 2008 wurde Ipatov zum Internationalen Meister (IM) ernannt, die erforderlichen Normen erfüllte er im Juli 2006 beim Inavtomarket-Open in Minsk, im Februar 2008 beim Moscow Open und im Juni 2008 beim Alushta Summer. Seit 2011 ist Alexander Ipatov Großmeister (GM), die erforderlichen Normen erfüllte er beim Moscow Open im Februar 2010, beim 27. Open in Cappelle-la-Grande im Februar und März 2011 sowie beim Open in Naxçıvan im April und Mai 2011. 2012 gewann Ipatov in Athen den Titel des Juniorenweltmeisters. Er kam auf 10 Punkte aus 13 Partien und hatte gegenüber dem punktgleichen Richárd Rapport die bessere Feinwertung. Als Juniorenweltmeister war Ipatov für den Schach-Weltpokal 2013 qualifiziert, scheiterte bei diesem jedoch bereits in der ersten Runde an Wesley So. Im November 2014 gewann er die türkische Einzelmeisterschaft in Buldan.
Mit der türkischen Nationalmannschaft nahm er an den Schacholympiaden 2012 und 2014, der Mannschaftsweltmeisterschaft 2013 und den Mannschaftseuropameisterschaften 2013 und 2015 teil.
In der deutschen Schachbundesliga spielte Ipatov von der Saison 2011/12 bis zur Saison 2015/16 für den SK Turm Emsdetten. In Frankreich spielt er seit der Saison 2013/14 für Bois-Colombes. Mit dem Club d’Escacs Barberà, bei dem er seit 2007 spielt, erzielte er 2009 den ersten Platz in der Primera División der spanischen Mannschaftsmeisterschaft und stieg damit in die höchste Spielklasse, die División de Honor auf, die Mannschaft stieg aber 2010 direkt wieder ab. In der Türkei spielte er für İstanbul Teknik Üniversitesi Spor Kulübü, in der Ukraine für Law Academy Charkiw, wo er Rechtswissenschaften studierte.
Nach der Schacholympiade 2016 in Baku, bei der er der türkischen Nationalmannschaft zu einem sechsten Platz verhalf, was ihre höchste Platzierung aller Zeiten darstellt, beendete Ipatov seine Karriere als professioneller Schachspieler. Diesen Schritt begründete er mit der Sorge, seine zukünftige Familie nicht allein mit dem Schachspielen ernähren zu können, und mit dem wachsenden Leistungsdruck im Profischach. Zurzeit studiert er in St. Louis.
Im Internet gibt Alexander Ipatov Schachunterricht und kommentiert große Schach-Turniere. Seine wichtigsten Trainer sind bislang der griechische GM Efstratios Grivas und der serbische IM Miodrag Perunović. In der Vergangenheit trainierten ihn V. Sherbakov, A. Khirpach, V. Zheliandinov, A. Hermanov und M. Kozakov.
Der „Nickname“ von Alexander Ipatov auf Playchess und ICC ist „Blaugrana“.